# Вилья-Эльвира
Вилья-Эльвира (исп. Villa Elvira) — город в Аргентине в провинции Буэнос-Айрес в муниципалитете Ла-Плата.

## История
Когда в 1908 году здесь состоялась первая распродажа земельных участков под строительство, основным покупателем стала семейная пара: Самуэль Понсати и Эльвира Сотес. Населённый пункт, основанный на приобретённой ими земле, получил название в честь Эльвиры Сотес.